# Lac de Sewen
Le lac de Sewen est un lac-tourbière situé dans le Haut-Rhin sur la commune de Sewen, tout près du Ballon d'Alsace. C'est le seul lac glaciaire de vallon en Alsace, il est classé grand site national depuis 1982. La tourbière est une zone protégée avec un fond très marécageux,. Il abrite une population de castors européens, une espèce protégée en France.

## Légende du Lac
Selon la légende, le lac de Sewen serait hanté et n’aurait pas de fond… On raconte qu’autrefois, un dimanche d’été, un riche paysan, au lieu de célébrer le seigneur, partit sur son pré pour rentrer le foin. Le soir, un violent orage éclata, la foudre tomba et le sol s’ouvrit engloutissant le paysan, sa charrette et son attelage.

## Accès au Lac
Situé à environ 500m du village de Sewen, le Lac est accessible par la Route départementale 466 en direction du Ballon d'Alsace. L'accès au lac peut aussi passer par les sentiers, en 10 minutes seulement.